# A Estrela Sobe
A Estrela Sobe ist ein brasilianisches Filmdrama des Regisseurs Bruno Barreto aus dem Jahr 1974 nach dem gleichnamigen Roman von Marques Rebêlo. 1975 erhielt der Film den Troféu APCA in der Kategorie „Bestes Drehbuch“.

## Handlung
Leniza ist eine vormals berühmte Sängerin und heute Mitglied der Jury einer Talentshow im Fernsehen. Sie erinnert sich an ihren künstlerischen Werdegang, von der Zeit, in der sie eine bescheidene Verkäuferin in einem pharmazeutischen Labor war, die vom Erfolg in der Blütezeit des Radios träumte.